# Щелконоговский
Щелконоговский — посёлок в Тугулымском городском округе Свердловской области, России.

## Географическое положение
Посёлок Щелконоговский муниципального образования «Тугулымского городского округа» расположено в 20 километрах к северо-западу от посёлка Тугулым (по автотрассе в 26 километрах), на левом берегу реки Айба (левого притока реки Пышма). Посёлок находится на территории национального парка «Припышминские боры» (Тугулымская Дача).

## Население
| 2002 | 2010 | 2021 |
| ---- | ---- | ---- |
| 116  | ↘79  | ↘36  |